# Fantomas (1964)
Fantomas ist eine französisch-italienische Kriminalkomödie des Regisseurs André Hunebelle aus dem Jahr 1964. Der Film verwendet Motive aus dem gleichnamigen Roman der französischen Autoren Pierre Souvestre und Marcel Allain. Weil der Film sehr erfolgreich war, folgten 1965 Fantomas gegen Interpol und 1967 Fantomas bedroht die Welt.

## Handlung

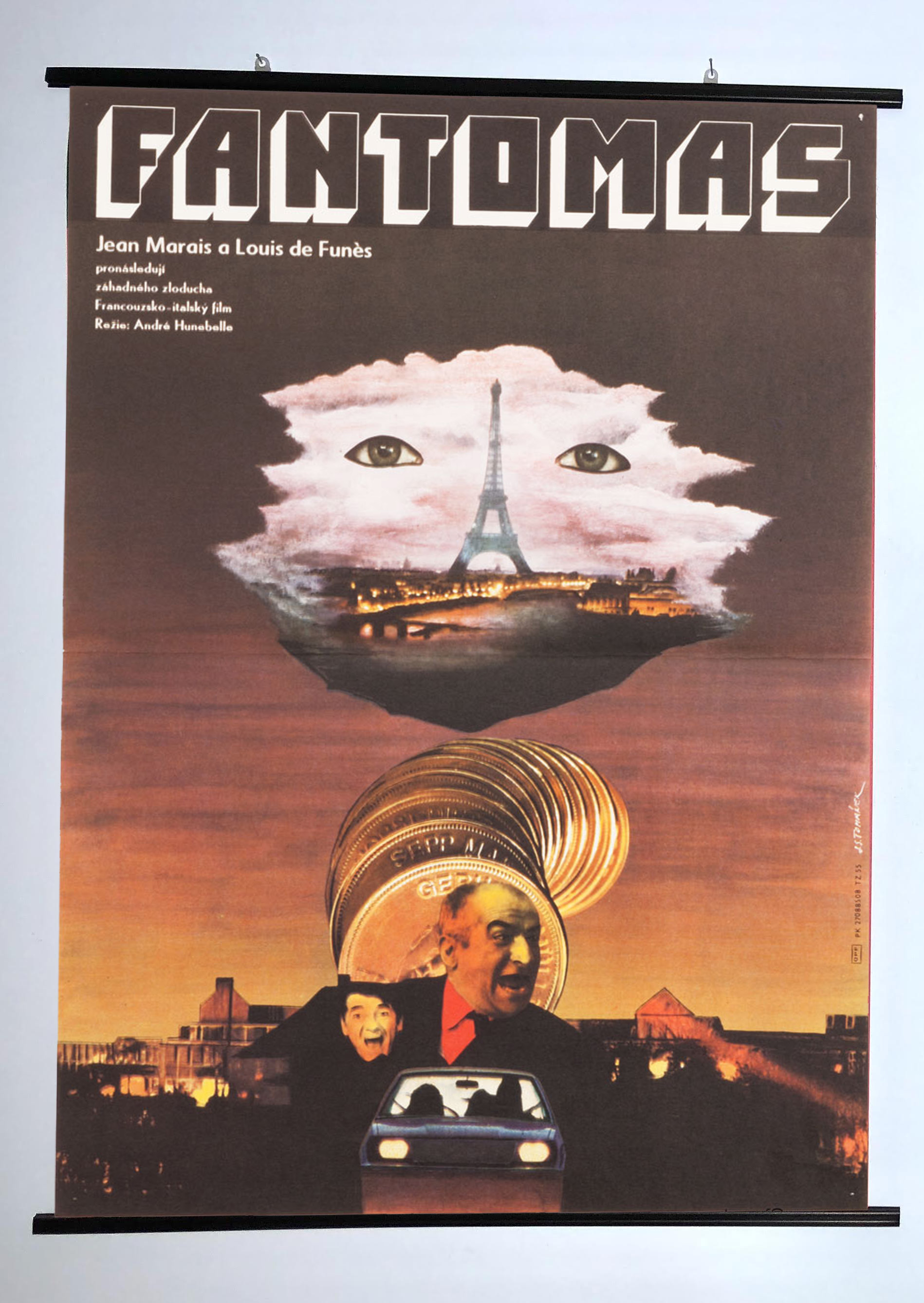
Tschechoslowakisches Plakat zum Film

Fantomas – so nennt sich ein ebenso cleverer wie brutaler Verbrecher, der Frankreich schon seit geraumer Zeit terrorisiert. Wie er aussieht, weiß niemand, da er sich mittels lebensecht wirkender Latexmasken für jeden Coup eine andere Identität zulegt. Dass man es mit Fantomas zu tun hatte, schließen Betroffene und Polizei eigentlich nur aus den Visitenkarten, die er zu hinterlassen pflegt. Der Kommissar Juve, ohnehin ein ausgemachtes Nervenbündel, gerät zunehmend unter Druck, zumal ihm auch die Presse im Nacken sitzt. Der Journalist Fandor behauptet sogar, dass Fantomas nur ein von der Polizei erfundener Popanz sei, auf den alle möglichen ungelösten Fälle abgewälzt werden. Unterstützt von seiner hübschen Verlobten, der Pressefotografin Hélène, veröffentlicht Fandor deshalb ein fiktives Interview mit Fantomas, in dem er ihn als klischeehaftes Schreckgespenst karikiert.
Ein fataler Irrtum! Der Verbrecher lässt nämlich nicht mit sich spaßen, und bald steht Fandor ihm unfreiwillig persönlich gegenüber. Das Aussehen, das Fantomas für seine eigentliche Identität auserkoren hat, ist zwar wiederum nur eine Maske, übertrifft Fandors Phantasiegebilde aber bei weitem. Es ist wirklich furchterregend – ein kahler Kopf von gespenstisch graublauer Farbe mit starrem Antlitz, in dem lediglich die Augen lebendig scheinen. Seltsam unnatürlich muten auch die Stimme und die Bewegungen des Unholdes an. Dass er eine gefährliche Intelligenz und schier unbegrenzte Mittel besitzt, lässt sein ausgedehntes unterirdisches Domizil erahnen, das luxuriös und mit modernster Technik ausgestattet ist. Bei Bedarf stehen ihm außerdem einige schlagkräftige Handlanger zur Seite. Widerstand erweist sich als zwecklos. Fandor erhält eine Frist von 48 Stunden, um seinen spöttischen Artikel zu revidieren, anderenfalls droht ihm der Tod.
Zunächst hat aber auch Kriminalkommissar (im frz. Original Commissaire divisionnaire) Juve mit dem Journalisten ein Hühnchen zu rupfen. Dadurch aufgehalten, kann Fandor eine neue Fantomas-Satire seines Chefredakteurs nicht mehr stoppen. Daraufhin bemächtigt der Gangster sich seiner erneut. Allerdings genügt es ihm jetzt nicht mehr, Fandor einfach nur zu töten, er will auch dessen Ruf ruinieren. Der allseits beliebte Journalist soll noch miterleben, wie er zur allgemeinen Hassfigur wird. Zu diesem Zweck verübt Fantomas, mit Fandors Gesichtszügen maskiert, einen spektakulären Juwelenraub. Fandor muss hilflos am Fernseher verfolgen, dass Kommissar Juve wirklich darauf hereinfällt und öffentlich verkündet, Fandor sei Fantomas. An Flucht ist nicht zu denken, denn Fantomas’ Reich wird auch während seiner Abwesenheit durch seine Gefährtin und Komplizin, die geheimnisvolle Lady Beltham, streng beaufsichtigt.
Wenig später treibt Fantomas mit Kommissar Juve das gleiche Maskenspiel, sodass man diesen ebenfalls eines Raubüberfalls verdächtigt, worauf ihn sein bislang stets unterwürfiger Assistent, der Inspektor Bertrand, verhaftet und nicht ohne Genuss unsanft in die Mangel nimmt. Überdies hat Fantomas auch Hélène entführt, aber als er andeutet, sie zu seiner neuen Geliebten machen zu wollen, erkennt Fandor seine Chance und bringt es zuwege, dass Lady Beltham das Gespräch unbemerkt mit anhört. Wie er richtig kalkuliert hat, wird die Lady eifersüchtig und setzt Hélène und Fandor in Freiheit. Zwar soll der bereitgestellte Fluchtwagen die beiden eigentlich zur Hölle expedieren, seine Bremsen funktionieren nämlich nicht, aber Alleskönner Fandor meistert die wahnwitzige Schussfahrt und landet lediglich im Gefängnis, wo er die Zelle ausgerechnet mit Kommissar Juve teilt.
Doch selbst hinter Gittern sind sie vor Fantomas nicht sicher. Als Wärter kostümiert, bringt er sie wieder in seine Gewalt. Zum Glück begreift Inspektor Bertrand, von Hélène instruiert, endlich die Situation und setzt den Polizeiapparat in Gang. Tatsächlich gerät Fantomas diesmal in Bedrängnis und muss sich zur Flucht wenden, wodurch Fandor und Juve wieder freikommen. Es entwickelt sich eine turbulente Verfolgungsjagd zu Lande, in der Luft und zu Wasser, bis der Verbrecher noch einmal seine technische Überlegenheit ausspielt und mit einem eigenen U-Boot entkommt, während Juve und Fandor resigniert im Meer paddeln und schließlich von Hélène in ein winziges Schlauchboot gehievt werden.

## Synchronisation
Das Dialogbuch wurde von Ursula Buschow geschrieben, die Dialogregie führte Edgar Flatau.
| Rolle              | Schauspieler     | Deutscher Synchronsprecher |
| ------------------ | ---------------- | -------------------------- |
| Fantomas           | Jean Marais      | Klaus Miedel               |
| Fandor             | Jean Marais      | Paul Klinger               |
| Kommissar Juve     | Louis de Funès   | Gerd Martienzen            |
| Hélène             | Mylène Demongeot | Margot Leonard             |
| Inspektor Bertrand | Jacques Dynam    | Gerd Duwner                |
| Chefredakteur      | Robert Dalban    | Eduard Wandrey             |

## Kritiken
„Schwankhafte, in der zweiten Hälfte temporeiche Unterhaltung, die mehr heitere Verwicklungen als Grusel zum Ziel hat.“

„Der Herr des Schreckens hat sich zu einer Art Kinderschreck gewandelt. Es lebe die Klamotte. Witzig, haarsträubend spritzig inszeniert, die Besetzung einfach prächtig; eine köstliche, unterhaltsame Persiflage. Louis de Funès’ Durchbruch zu Frankreichs Komiker Nr. 1.“

„Da der an sich negative Stoff in dieser humoristischen Fassung völlig entschärft wurde, ist der mit Witz und technischem Können ins Bild gesetzte Farbstreifen schon ab 16 gut möglich.“

## Erstaufführungen
Der Film hatte in Frankreich Premiere am 4. November 1964, in den USA am 5. April 1966 und in der Bundesrepublik Deutschland am 26. Februar 1965. In der DDR wurde der Film erstmals am 26. Dezember 1984 im Fernsehen gezeigt.

## Medien
DVDs
- Fantomas (Limited Edition, alle drei Filme, UFA-DVDs mit Bonusmaterial). Die Filme sind auch als Einzel-DVD erhältlich.

Blu-rays
- Fantomas-Trilogie (alle drei Filme auf Deutsch in einer Box in HD). Die Filme sind auch als Einzel-Blu-ray erhältlich.

Filmmusik
- Fantomas 70 (Sampler-CD mit Musik aus allen drei Filmen), Universal France 013 476-2.